# الفرقة 13 (جماعة سورية معارضة)
الفرقة 13 هي جماعة سورية معارضة تحظى بتأييد المجلس الوطني السوري. كانت من بين جماعات المعارضة السورية المسلحة التي تلقت صواريخ بي جي إم-71 تاو المضادة للطيران الأمريكية الصنع. قال زعيم الجماعة أحمد السعود خلال مقابلة أن الصواريخ تم تقديمها من قبل مجموعة أصدقاء سوريا، التي وفرت أيضاً (بحسب السعود) التدريب على كيفية استخدام الأسلحة المتطورة. وفقاً للمتحث باسم المجلس العسكري الأعلى للجيش السوري الحر، فإن مصادر تمويل الفرقة 13 تأتي من داخل قطر والسعودية.

## الموقف من إسرائيل
تدعم الجماعة وفقاً لزعيمها، فكرة إعادة جميع الأراضي السورية التي تحتلها إسرائيل إلى سوريا.